# Lagenandra dewitii
Lagenandra dewitii là một loài thực vật có hoa trong họ Ráy (Araceae). Loài này được Crusio & A.de Graaf mô tả khoa học đầu tiên năm 1986.